# Adrienne Frost
Adrienne Frost est un personnage fictif de l'Univers Marvel, créé dans  Generation X #48 en février 1999 par Jay Faerber et Terry Dodson.

## Biographie fictive
Adrienne est la sœur d'Emma Frost. À ce titre elle est immunisée contre ses pouvoirs, ce qui fait d'elle une adversaire redoutable pour l'ex-Reine Blanche du Club des Damnés - identité qu'Adrienne assume pendant un temps - et son équipe Génération-X. Elle a été mariée à un certain Steven, décédé à ce jour.
Les deux sœurs doivent collaborer au sein de la Massachusetts Academy, mais Adrienne y intègre de jeunes humains inconscients de la mutation de leurs camarades. Elle sème le trouble dans l'école en annonçant la présence de terroristes mutants, truffe le bâtiment de bombes et tue Synch. Elle périt des mains de sa sœur.